# Oreogeton maculipennis
Oreogeton maculipennis är en tvåvingeart som beskrevs av Collin 1928. Oreogeton maculipennis ingår i släktet Oreogeton och familjen Oreogetonidae. Inga underarter finns listade i Catalogue of Life.